# 空间分割定理
空间分割定理，是一種空间分割的方式。

## 概述
L(0,k)=1,L(n,1)=n+1,且L(n,k)=L(n-1,k)+L(n-1,k-1)。條件：n∈N，k∈N+
这样可以快速求出L(n,k)的值。
根据递推关系，可以试着将他们全部展开，将每一项都变成l(0,k-x)的形式，他们各项的系数与“杨辉三角”相符合，但是这只适用于n<k(可以推广至n<=k)。即：l(n,k)=2^n(n<=k)

## 结论
n个（k-1）维空间最多能将一个k维空间分割成L(n,k)个部分（这里说的空间皆为平直空间）。 其中L(n,k)满足以下性质： 
1°定义域：n∈N，k∈N+。 
2°初始值：L(0,k)=1,L(n,1)=n+1。 
3°递推关系：L(n,k)=L(n-1,k)+L(n-1,k-1)。
L(n,k)有一个简洁的表达式，即:　　L(n,k)={\displaystyle \sum _{m=0}^{k}}C(n,m)。 
以上为空间分割定理。